# The Paths of King Nikola 2006
The Paths of King Nikola 2006, dodicesima edizione della corsa, valida come evento del circuito UCI Europe Tour 2006 categoria 2.2, si svolse in quattro tappe dal 23 al 26 marzo 2006 con partenza da Herceg Novi ed arrivo a Cettigne per un percorso totale di 614 km. Fu vinta dal croato Radoslav Rogina, che terminò la gara in 15 ore 50 minuti e 11 secondi alla media di 38,77 km/h.
Al traguardo finale di Cettigne 104 ciclisti conclusero la gara.

## Tappe
| Tappa  | Data     | Percorso               | km  | Vincitore di tappa | Leader cl. generale |
| ------ | -------- | ---------------------- | --- | ------------------ | ------------------- |
| 1ª     | 23 marzo | Herceg Novi > Antivari | 147 | Grega Bole         | Grega Bole          |
| 2ª     | 24 marzo | Antivari > Budua       | 148 | Matej Stare        | Matej Stare         |
| 3ª     | 25 marzo | Budua > Cettigne       | 158 | Radoslav Rogina    | Radoslav Rogina     |
| 4ª     | 26 marzo | Cettigne > Cettigne    | 161 | Mitja Mahorič      | Radoslav Rogina     |
| Totale | Totale   | Totale                 | 614 |                    |                     |

## Squadre partecipanti
| N.    | Cod. | Squadra                   |
| ----- | ---- | ------------------------- |
| 1-6   | PER  | Perutnina Ptuj            |
| 7-12  | TZS  | Tzar Simeon-MBN           |
| 13-18 | CCB  | Cycling Club Bourgas      |
| 19-24 | HEM  | Hemus 1896-Berneschi      |
| 25-30 | DUK  | Kemo-Dukla Trenčín        |
| 31-36 | SAK  | Sava                      |
| 37-42 | TMG  | Team Murphy & Gunn        |
| 43-48 | PNB  | P-Nívó-Betonexpressz 2000 |
| 49-54 | PSK  | PSK Whirlpool             |
| 55-60 | MBK  | MBK-Cycles-Scout          |
| 61-66 | DHL  | DHL-Author                |
| 67-71 | LEG  | Legia-Bazyliszek          |
| 72-77 | PUR  | Purapharm                 |

| N.      | Cod. | Squadra               |
| ------- | ---- | --------------------- |
| 78-83   |      | Wurzener              |
| 84-89   | LOB  | Loborika Favorit Team |
| 90-95   |      | Profiline             |
| 96-101  |      | Hellenic Cycling Team |
| 102-107 |      | Nessebar              |
| 108-113 | END  | Team Endeka           |
| 114-117 | APO  | Aposport Krone Linz   |
| 118-123 | BIH  | Bosnia ed Erzegovina  |
| 124-127 | GBR  | Regno Unito           |
| 133-138 |      | Monte Info            |
| 139-144 |      | Kocaeli Brisa Spor    |
| 145-148 |      | VC Hirslanden-Zürich  |
| 150-154 |      | Herning CK            |

## Dettagli delle tappe

### 1ª tappa
- 23 marzo: Herceg Novi > Antivari – 126,5 km

Risultati
| Pos. | Corridore           | Squadra     | Tempo    |
| ---- | ------------------- | ----------- | -------- |
| 1    | Grega Bole          | Sava        | 3h16'16" |
| 2    | Bartlomiej Matysiak | Legia       | s.t.     |
| 3    | Devis Miorin        | Team Endeka | s.t.     |

| Pos. | Corridore           | Squadra     | Tempo    |
| ---- | ------------------- | ----------- | -------- |
| 1    | Grega Bole          | Sava        | 3h16'03" |
| 2    | Bartlomiej Matysiak | Legia       | a 7"     |
| 3    | Devis Miorin        | Team Endeka | a 9"     |

### 2ª tappa
- 24 marzo: Antivari > Budua – 148 km

Risultati
| Pos. | Corridore       | Squadra        | Tempo    |
| ---- | --------------- | -------------- | -------- |
| 1    | Matej Stare     | Perutnina Ptuj | 3h41'36" |
| 2    | Radoslav Rogina | Perutnina Ptuj | s.t.     |
| 3    | Devis Miorin    | Team Endeka    | s.t.     |

| Pos. | Corridore       | Squadra        | Tempo    |
| ---- | --------------- | -------------- | -------- |
| 1    | Matej Stare     | Perutnina Ptuj | 6h57'42" |
| 2    | Devis Miorin    | Team Endeka    | a 2"     |
| 3    | Radoslav Rogina | Perutnina Ptuj | a 4"     |

### 3ª tappa
- 25 marzo: Budua > Cettigne – 158 km

Risultati
| Pos. | Corridore       | Squadra        | Tempo    |
| ---- | --------------- | -------------- | -------- |
| 1    | Radoslav Rogina | Perutnina Ptuj | 4h31'35" |
| 2    | Vladimir Koev   | Hemus 1896     | a 1"     |
| 3    | Valter Bonca    | Sava           | a 1'05"  |

| Pos. | Corridore       | Squadra        | Tempo     |
| ---- | --------------- | -------------- | --------- |
| 1    | Radoslav Rogina | Perutnina Ptuj | 11h29'11" |
| 2    | Vladimir Koev   | Hemus 1896     | a 9"      |
| 3    | Mitja Mahorič   | Perutnina Ptuj | a 1'27"   |

### 4ª tappa
- 26 marzo: Cettigne > Cettigne – 161 km

Risultati
| Pos. | Corridore     | Squadra        | Tempo    |
| ---- | ------------- | -------------- | -------- |
| 1    | Mitja Mahorič | Perutnina Ptuj | 4h20'46" |
| 2    | Grega Bole    | Sava           | a 14"    |
| 3    | Devis Miorin  | Team Endeka    | s.t.     |

| Pos. | Corridore       | Squadra        | Tempo     |
| ---- | --------------- | -------------- | --------- |
| 1    | Radoslav Rogina | Perutnina Ptuj | 15h50'11" |
| 2    | Vladimir Koev   | Hemus 1896     | a 9"      |
| 3    | Mitja Mahorič   | Perutnina Ptuj | a 1'03"   |

## Classifiche finali

### Classifica generale
| Pos. | Corridore         | Squadra        | Tempo     |
| ---- | ----------------- | -------------- | --------- |
| 1    | Radoslav Rogina   | Perutnina Ptuj | 15h50'11" |
| 2    | Vladimir Koev     | Hemus 1896     | a 9"      |
| 3    | Mitja Mahorič     | Perutnina Ptuj | a 1'03"   |
| 4    | Stanislav Kozubek | Radenska       | a 1'29"   |
| 5    | Devis Miorin      | Team Endeka    | a 1'30"   |
| 6    | Matej Stare       | Perutnina Ptuj | a 1'31"   |
| 7    | Jure Golčer       | Perutnina Ptuj | a 2'01"   |
| 8    | Jaroslaw Welniak  | Legia          | a 2'10"   |
| 9    | Grega Bole        | Sava           | a 2'15"   |
| 10   | Peter Panajotow   | Nessebar       | a 2'34"   |

### Classifica a punti
| Pos. | Corridore       | Squadra        | Punti |
| ---- | --------------- | -------------- | ----- |
| 1    | Radoslav Rogina | Perutnina Ptuj | 59    |
| 2    | Grega Bole      | Sava           | 58    |
| 3    | Devis Miorin    | Team Endeka    | 48    |
| 4    | Mitja Mahorič   | Perutnina Ptuj | 47    |
| 5    | Matej Stare     | Perutnina Ptuj | 45    |

### Classifica scalatori
| Pos. | Corridore                 | Squadra        | Punti |
| ---- | ------------------------- | -------------- | ----- |
| 1    | Radoslav Rogina           | Perutnina Ptuj | 44    |
| 2    | Vladimir Koev             | Hemus 1896     | 29    |
| 3    | Radek Bečka               | PSK Whirlpool  | 18    |
| 4    | Mitja Mahorič             | Perutnina Ptuj | 15    |
| 5    | Svetislav Kinlov Chanliev | Kocaeli        | 12    |

### Classifica a squadre
| Pos. | Squadra                      | Tempo     |
| ---- | ---------------------------- | --------- |
| 1    | Perutnina Ptuj               | 47h33'37" |
| 2    | Sava                         | a 4'45"   |
| 3    | Legia-Bazyliszek             | a 5'52"   |
| 4    | Cycling Club Bourgas         | a 6'20"   |
| 5    | PSK Whirlpool-Hradec Králové | a 26'51"  |